# Charlotte Bruus Christensen
Charlotte Bruus Christensen er en dansk filmfotograf.

## Biografi
Hun fik en grad i film fra National Film and Television School i England i 2004. Efter filmskolen vendte hun tilbage til Danmark, hvor hun skrev, instruerede og filmede kortfilmen Between Us (2004). Hun arbejdede sammen med instruktør Thomas Vinterberg på hans drama-film Submarino (2010). Hun var filmfotograf for Marc Evans Hunky Dory (2011). Hun fortsatte sit arbejde med Vinterberg i filmen Jagten (2012). Hendes filmfremstilling filmet med et Arri Alexa kamera,  vandt hende en Vulcan Award og en Bodilpris for bedste fotograf. Chistensen og Vinterberg arbejdede en tredje gang sammen ved filmen Far from the Madding Crowd (2015). 

## Filmografi
| År   | Titel                   | Direktør          | Bemærkninger |
| ---- | ----------------------- | ----------------- | ------------ |
| 2010 | Submarino               | Thomas Vinterberg |              |
| 2011 | Hunky Dory              | Marc Evans        |              |
| 2012 | Jagten                  | Thomas Vinterberg |              |
| 2015 | Liv                     | Anton Corbijn     |              |
| 2015 | Langt fra Madding Crowd | Thomas Vinterberg |              |
| 2016 | Pigen på toget          | Tate Taylor       |              |
| 2016 | Hegn                    | Denzel Washington |              |
| 2017 | Molly's Game            | Aaron Sorkin      |              |
| 2018 | Et stille sted          | John Krasinski    |              |
| 2020 | Bankmanden              | George Nolfi      |              |

## Anerkendelse

### Præmier og nomineringer
- Vulcan Award som den bedste tekniske kunstner ved Cannes Film Festival 2012 for Jagten, instrueret af Thomas Vinterberg.

## Eksterne links
- Charlotte Bruus Christensen på Internet Movie Database (engelsk)
- Charlotte Bruus Christensen på Filmdatabasen
- Charlotte Bruus Christensen på danskefilm.dk
- Charlotte Bruus Christensen på danskfilmogtv.dk
- Charlotte Bruus Christensen på Scope
- Charlotte Bruus Christensen på Svensk Filmdatabas (svensk)
- Charlotte Bruus Christensen på AlloCiné (fransk)
- Charlotte Bruus Christensen på AllMovie (engelsk)
- Charlotte Bruus Christensen på The Movie Database (engelsk)